# Suhius
Suhius is een monotypisch mosdiertjesgeslacht uit de familie van de Bitectiporidae en de orde Cheilostomatida

## Soort
- Suhius rubescentis Liu, 2001